# 人造人間たち
「人造人間たち」（じんぞうにんげんたち、原題: The Rebel Flesh）は、イギリスのSFドラマ『ドクター・フー』の第6シリーズ第5話。2011年5月21日に BBC One とアメリカ合衆国のBBCアメリカで初放送された。マシュー・グラハムが脚本、ジュリアン・シンプソンが監督を担当した二部作の前編であり、後編「ゲンガーの反乱」に続く。
本作ではターディスに太陽嵐が直撃し、11代目ドクター（演:マット・スミス）と彼のコンパニオンのエイミー・ポンド（演:カレン・ギラン）およびローリー・ウィリアムズ（演:アーサー・ダーヴィル）は22世紀の地球の島に所在する修道院に到着する。修道院は島から酸を汲み出す工場に変わっていた。酸による事故死を防ぐため、工場の労働者たちはフレッシュと呼ばれるプログラマブルマターを使ってドッペルゲンガーを生成し操作していた。太陽嵐が直撃した際にゲンガーは労働者の支配から独立して労働者たちと対立を始め、ドクターとエイミーおよびローリーは両者の間で戦争の勃発を防がなくてはならない。
番組製作総指揮のスティーヴン・モファットは特にグラハムに"反逆するアバター"についてのエピソードを書くように依頼したが、フレッシュと修道院はグラハムのオリジナルのアイディアであった。本作は2010年の終わりごろの数ヶ月で撮影され、修道院にはケルフィリー城がロケ地に選ばれた。ゲンガーの撮影には顔の特徴を作るため装身具が施されたほか、人間と同時に画面にいるシーンではボディダブルが使用された。ただし、人間とゲンガーの顔が同時に画面に映るシーンはない。
本作はイギリスで735万人の視聴者を獲得し、Appreciation Index は85を達成した。批評家は一般に本作に肯定的であったが、登場人物と設定を称賛する者もいれば、前編であることを差し引いても物語が進展していないとコメントする者もいた。また、批評家の中にはあるシーンに使用されたCGエフェクトに落胆する者もいた。

## 連続性
次話「ゲンガーの反乱」では、エイミーとの関係を調べるためにドクターが開発初期段階のフレッシュを調査するためにドクターが工場に向かおうとしていたことが明かされた。ドクターは本作でももう一度エイミーの妊娠判定を行っている。本作以前に二回行った際は二回とも正常な判定結果を得られなかったが、それは本作でも同様である。さらに、「静かなる侵略者」や「セイレーンの呪い」と同様に、本作でもエイミーの前にアイパッチを付けた女性（演:フランシス・バーバー）が姿を現わす。彼女の正体は「ゲンガーの反乱」で明かされ、「ドクターの戦争」と「ドクター最後の日」で重要な役を果たす。

## 製作

### 脚本
脚本は、後にSFドラマ『CHILDHOOD'S END -幼年期の終り-』の脚本を担当するマシュー・グラハムが執筆し、人間の愚かさやゲンガーの権利に焦点が当てられた哲学的な物語が展開された。彼は元々第5シリーズの単発エピソードを執筆する予定であったが、執筆のための十分な時間が確保できず辞退することとなった。彼は番組製作総指揮のスティーヴン・モファットから、次のシリーズで執筆する依頼のメールを受け取り、彼もこれを承諾した。2人が対面した際、モファットはシリーズ中盤のフィナーレ「ドクターの戦争」に続くエピソードが良いと述べ、"反逆するアバター"を扱うものが良いとも発言した。グラハムはまず映画『アバター』に似すぎてしまう可能性を危惧したが、フレッシュを考案した。グラハムはゲンガーを怖ろしい存在にしようと考えたが、世界の掌握を目的とする存在にはせず、権利を持つに値する人間として視聴者に関連のある存在に見せようとした。モファットはアバターが工場で働くことを提案した。『ドクター・フー』に登場する他の向上との差別化を図るため、グラハムも修道院を舞台とすることを提案し、この案はモファットから高く評価された。修道院は映画『薔薇の名前』からインスパイアされ、ゲンガーは映画『遊星からの物体X』に影響されたものであった。グラハムは本作を「『薔薇の名前』の文脈にある『遊星からの物体X』だ」と表現した。
本作の初期草案では、登場するゲンガーが余りに多くストーリーが複雑になりすぎていた。そこでグラハムと製作スタッフは本作をより合理的なものにするよう努めた。また本作では、ゲンガーを怖がって彼らに影響されるジェニファーと、彼女を助けて守ろうとするローリーのサブプロットが組み込まれており、これがエイミーとローリーの関係に捻じれを生むこととなる。エイミー役のカレン・ギランはこの拗れを楽しんだ。いつもエイミーの手の中に居たローリーが彼女から離れることで、以前ドクターに惹かれていたエイミーに対しローリーが抱いていたのと同じ感情を本作ではエイミーが感じており、エイミーの異なる側面が描かれている。ローリー役のアーサー・ダーヴィルもまた、それをローリーが誰かを守ることで"男としての責任を果たし"てヒーローになる機会であると考えた。

### 撮影と効果

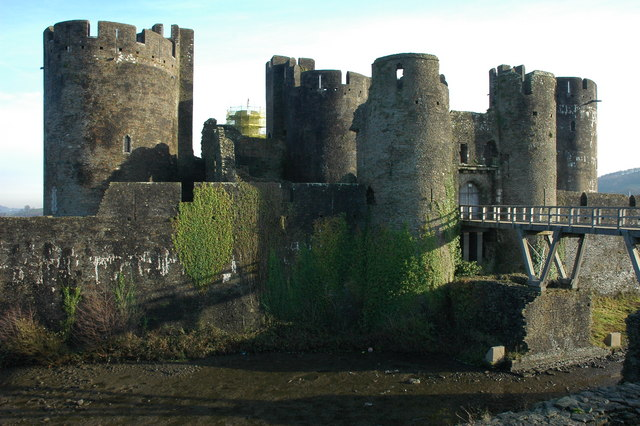
修道院のロケ地として使用されたケルフィリー城

「人造人間たち」と「ゲンガーの反乱」の台本の読み合わせは2010年11月12日に、撮影は11月下旬から12月上旬にかけて行われた。撮影の際は冷え込んでいて厳しい条件だった。スタッフはキャスト、特に主役の3人の衣装が過酷な気象条件用にデザインされたわけではないため、風邪を引くのではないかと懸念したが、健康なまま撮影は完了した。修道院の中と外のシーンはケルフィリー城で撮影された。ケルフィリー城は以前にも『ドクター・フー』の「時の終わり」と「ヴェネチアの吸血鬼」で使用されていた。
演者たちはそれぞれのゲンガーを演じた際、複製の顔が元のフレッシュに戻った時の演出のために顔に装身具を装着していた。モファットはゲンガーが劇中で扱われた、毛細血管の通る白い"眼球の問題"に見えるようにしたいと考えた。人間とそのゲンガーが同時に画面に入るシーンでは、各々の演者のボディダブルが使用された。ボディダブルは背後だけしか似ていないため、大半のショットでは、ゲンガーあるいは労働者のいずれかが背後だけ映ったもう一方に話しかけるという構図になった。
本作には現代音楽のトラックが複数登場した。ターディス内でドクターがエイミーの妊娠判定をしている背後でエイミーとローリーが ダーツをしている冒頭部では、ミューズによる歌「スーパーマッシヴ・ブラック・ホール」が流れた。ゲンガーも修道院でダスティ・スプリングフィールドの「この胸のときめきを」を放送した。

## 放送と反応
「人造人間たち」は2011年5月21日にイギリスでは BBC One で、アメリカ合衆国ではBBCアメリカで初放送された。イギリスでは速報視聴者数570万人と番組視聴占拠率29.3%を記録し、最終合計値は視聴者数735万人に達してその週の BBC One の番組で6番目に多く視聴されたエピソードとなった。Appreciation Index は85を記録した。
日本では『ドクター・フー ニュー・ジェネレーション』第2シリーズとして2016年8月から第6シリーズのレギュラー放送がAXNミステリーにて始まり、「人造人間たち」は8月18日午後10時から放送された。同日午後11時5分からは続けて「ゲンガーの反乱」が放送された。

### 批評家の反応
「人造人間たち」は一般に批評家から肯定的なレビューを受けた。ガーディアン紙のダン・マーティンは、二部作の前編ゆえに物語が進んでいないと述べつつも「『人造人間たち』は特に満足できる」と評価した。彼はグラハムの世界を信頼できると評価し、クリーブスとバザーとジェニファーのキャラクターが良く描かれているとして絶賛した。後に彼は当時未放送の「ドクター最後の日」を除く第6シリーズで7番目に良いエピソードに本作を位置付けた。デイリー・テレグラフの批評家ギャヴィン・フラーは本作を「非常に伝統的なスタイルの『ドクター・フー』の物語だ」と述べ、マット・スミスがエピソードの雰囲気に適した控えめの演技をしたと指摘し、修道院用のロケ地というアドバンテージを称賛した。ラジオ・タイムズの批評家パトリック・マルケーンは本作がグラハムの他の唯一の『ドクター・フー』エピソードである第2シリーズ「危険なお絵描き」から改善されたと考えたが、魅了されることはなかったとした。マーティンとは対照的にマルケーンは、"ほのかに哀れみ深い"ジェニファーを除いてグラハムによるキャラクターたちについて"生きているサインが多くない"と述べた。
IGNのマット・リズレイは本作を10点満点中8点と評価し、「しっかりとした伝統的なフーヴィアンの物語を提供してくれていて、最高であるが、画期的ではなかった」と述べた。彼は「欠陥のある人間のオリジナルと、徐々に狂っていく対応するゲンガーの両方を売り込んで見せた」ゲスト出演者を称賛した。しかし、彼はローリーが過去に何度も死亡した経験から学ぶと考えたため、ジェニファーを守ることに積極的であったことに疑問視した。デジタル・スパイのモーガン・ジェフリーは本作に4つ星を与え、「『人造人間たち』はコールドオープンからユーモアとホラーの満足なバランスを叩き出している」と述べた。彼はグラハムが余った時間をキャラクターと主題の掘り下げに使うことで二部作構造を上手くさ捌いていることを高く評価し、本作のハイライトはジェニファーとローリーのシーンだと考えた。しかし、彼はゲンガーの装身具が印象的だと述べたものの、幾つかのシーンにおけるCGIを批判し、エピソードが「クリフハンガーの湿った爆竹」に終わったことについても「余りにも明らかに感づかせられた」と批判した。
SFX誌の批評家リチャード・エドワーズは本作に4つ星を与え、「素晴らしく見える」と述べた。また、修道院を工場として選んだことについては、「近未来の工業的なありきたりの設定をすぐに吹き飛ばし、新しいものを見ている気分にさせてくれる」と絶賛した。ジェフェリーと同様に、彼は視覚効果について「大抵は素晴らしく良い」と述べたが、ジェニファーの特殊能力に使用されたCGIを批判したThe A.V. Club のケイス・フィップスは本作にB評価を与え、「非常に良いエピソードだ」と述べた。彼は「最高の『ドクター・フー』の二部作では行われない方法の物語であるように半ば感じられた」と不満を口にしたものの、「次週に続く好奇心をそそる糸」が用意されたと述べた。